# Elle Fanning
Mary Elle Fanning (Conyers, 9 de abril de 1998) é uma atriz norte-americana. Fanning interpretou a princesa Aurora ("Bela Adormecida") em Malévola, filme de 2014 dirigido por Robert Stromberg. Ela é irmã mais nova da atriz Dakota Fanning.
Elle fez sua estreia no cinema como a versão infantil do personagem de sua irmã, Dakota Fanning, no filme dramático I Am Sam (2001). Como atriz infantil, ela apareceu em vários filmes, incluindo Babel (2006), Phoebe in Wonderland (2008) e Somewhere (2010). Sua descoberta veio em 2011 com o seu papel principal no filme de ficção científica Super 8 de JJ Abrams, pelo qual ela recebeu elogios da crítica e ganhou o prêmio Spotlight no Festival de Cinema de Hollywood.
Fanning posteriormente teve papéis principais na comédia dramática We Bought a Zoo (2011), no drama Ginger & Rosa (2012) e como Princesa Aurora nos filmes de fantasia Maleficent (2014) e Maleficent: Mistress of Evil (2019). Ela também começou a trabalhar no cinema independente, colaborando em papéis principais como em O Demónio de Neon, e dentre outros. Em 2020, ela começou a retratar a imperatriz russa Catarina, a Grande na série The Great do canal Hulu, série que a qual lhe rendeu a sua primeira indicação ao Globo de Ouro, na categoria melhor atriz em série de comédia ou musical. Também atuou como Tomorrow em Death Stranding 2.
Em 2019, Fanning se tornou a pessoa mais nova a servir como membro do júri no Festival de Cinema de Cannes.

## Biografia
Elle é filha de Joy Fanning, que atuou como tenista profissional, e Steve Fanning, que jogou beisebol em uma liga menor para o St. Louis Cardinals e agora trabalha como vendedor em uma eletrônica da cidade de Los Angeles. O seu avô materno foi o jogador de futebol americano Rick Arrington e sua tia Jill Arrington foi repórter da ESPN. O pai dela queria que o seu nome fosse Elle, mas a sua mãe queria que fosse Mary, daí surgiu o nome Mary Elle Fanning, porém ela é mais conhecida apenas como Elle.
Elle é a irmã mais nova da também atriz Dakota Fanning. Elle é de ascendência alemã e o seu último nome é de origem irlandesa. Ela e sua família são membros da Convenção Batista do Sul. Sobre sua relação com a irmã famosa, ela comentou: "Nós somos irmãs normais. Nós vamos à escola e nos divertimos juntas".
No mês de junho de 2016, se formou no ensino secundário pela Campbell Hall School, uma famosa escola particular, localizada na região de Studio City na cidade de Los Angeles; e uma das suas colegas de escola e também de formatura foi a também atriz Ariel Winter. Nessa mesma escola, também estudou a sua irmã Dakota Fanning.
Em agosto de 2016, revelou que tinha optado por colocar a ida para a faculdade em espera para conseguir focar totalmente na sua carreira de atriz. Foi bastante cogitado que ela escolha um curso da Universidade de Nova Iorque ou a Universidade Columbia.

## Carreira

### 2001–2012: Primeiros trabalhos
Iniciou a sua carreira atuando no seriado Taken aos três anos, interpretando "Allie Keys", e foi a personagem de Dakota Fanning no filme Uma Lição de Amor, novamente como a personagem de Dakota Fanning "Lucy", aos dois anos.Em 2003, aos quatro anos de idade, Elle ganhou seu primeiro papel independente de sua irmã na comédia A Creche do Papai, atuando ao lado de Eddie Murphy. Elle tornou-se um dos nomes mais populares dos filmes cômicos de Hollywood. Seu talento foi aclamado pela crítica e, ao ser indagada sobre sua primeira experiência real como atriz, ela apenas respondeu: "Eu adoro atuar e amei trabalhar com Eddie Murphy".
Pouco tempo depois de gravar A Creche do Papai, Elle ganhou o papel de "Ruth" no dramático Provocação, que tem no elenco estrelas como Jeff Bridges, Kim Basinger e Jon Foster. A dificuldade de atuação nesse filme era grande e Elle teve uma ótima performance em algumas cenas muito intensas e difíceis. O papel havia sido originalmente projetado para gêmeas idênticas, mas Elle impressionou os produtores com sua atuação e ganhou o papel sozinha. Mais tarde, no mesmo ano, Elle gravou o filme Meu Melhor Amigo, baseado num livro popular de mesmo nome, interpretando "Sweetie Pie Thomas", e também participou de seriados de TV, como CSI: Miami e Judging Amy.
Em 2004, Elle fez alguns trabalhos como modelo para Bitty Baby, Luans Children’s Dresses e Vogue Bambini, entre outros. Ela também filmou um episódio de CSI: NY e fez uma pequena participação no filme independente I Want Someone To Eat Cheese With. Elle também filmou uma pequena participação no também independente P.N.O.K., mas antes passou três meses em Melbourne, Austrália, com Dakota, para filmar A Menina e o Porquinho.

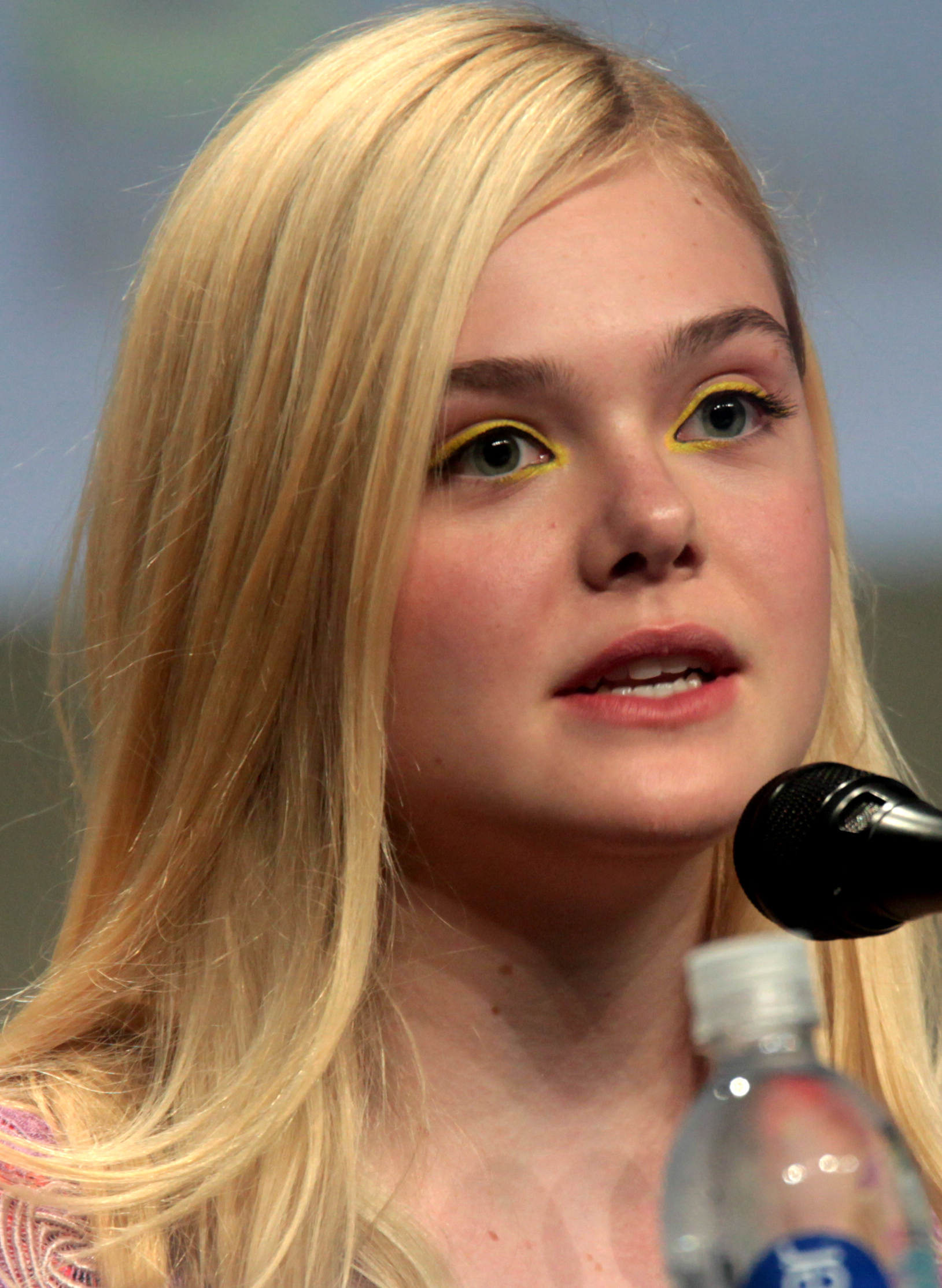
Fanning durante a San Diego Comic-Con de 2014

Dakota faz o papel de "Fern", enquanto Elle faz a aparição de sua neta no futuro. No entanto, as cenas foram cortadas no final. Em meados de 2005, Elle interpretou "Debbie", a filha de Brad Pitt e Cate Blanchett no filme vencedor do Oscar Babel. No decorrer de 2006, Elle filmou The Nines e Déjà Vu e a série The Lost Room. Elle seguiu com um convite para uma participação na popular série House e muito mais projetos para o mesmo ano, incluindo Law & Order: Special Victims Unit. Em janeiro de 2007, Elle participou do Sundance Film Festival, promovendo o filme The Nines, no qual aprendeu a língua dos sinais. Traídos Pelo Destino e Gideon’s Gift foram gravados ao longo desse mesmo ano, no qual Elle ainda começou a filmar Hurricane Mary.Até o final de 2006, Elle interpretou vários papéis. O primeiro em Traídos Pelo Destino, interpretando "Emma Learner", filha de "Ethan Learner" (Joaquin Phoenix) e "Grace Learner" (Jennifer Connelly). O filme aborda o rescaldo de um trágico acidente de carro em que o irmão de "Emma" é morto. Em 2008 fez um pequeno papel em O Curioso Caso de Benjamin Button, como "Daisy" (Cate Blanchett), aos sete anos. Em meados de 2007, Elle filmou Menina no País das Maravilhas, interpretando o papel-título, "Phoebe Lichten".
O filme é um fantástico conto sobre uma menina que deve ou não seguir as regras, é também estrelado por Felicity Huffman. De julho a outubro de 2007 Elle filmou Nutcracker: The Untold Story, interpretando "Mary". O filme se passa na Viena de 1920 e conta a história de uma menina cujo padrinho lhe dá uma boneca especial na véspera de Natal. Elle filmou esse filme em Budapeste, Hungria. Em março de 2008, Elle e sua irmã Dakota foram cogitadas para estrelar no filme My Sister's Keeper, o que acabou não acontecendo quando Dakota soube que teria que raspar o cabelo. Elas então foram imediatamente substituídas por Abigail Breslin e Sofia Vassilieva.
A revista Variety relatou, em abril de 2009, que seria Elle a estrela nova do novo filme da roteirista ganhadora do Oscar Sofia Coppola. O novo filme se chama Somewhere. O enredo central gira em torno de um ator bad-boy que é forçado a reavaliar sua vida quando a sua filha, papel desempenhado por Elle, chega inesperadamente.Em 2012, foi lançado o longa-metragem Ginger & Rosa onde Elle co-estrelou ao lado de Alice Englert. O filme é dirigido pela diretora inglesa Sally Potter. 

### 2014–presente: Reconhecimento e novos filmes
Em 2013 iniciou os processos de filmagens para o filme Maleficent ao lado de Angelina Jolie. Fanning estrelou ao lado de Angelina Jolie no filme de 2014 da Walt Disney, Malévola, dirigido por Robert Stromberg. Jolie interpretou Malévola, enquanto Fanning interpretou a Princesa Aurora, a Bela Adormecida. No mesmo ano, ela apareceu na ficção científica independente Young Ones e estrelou o biográfico Low Down, sobre a vida do pianista de jazz Joe Albany, no qual ela interpreta o papel da filha de Albany, Amy-Jo, de cuja perspectiva história é contada.

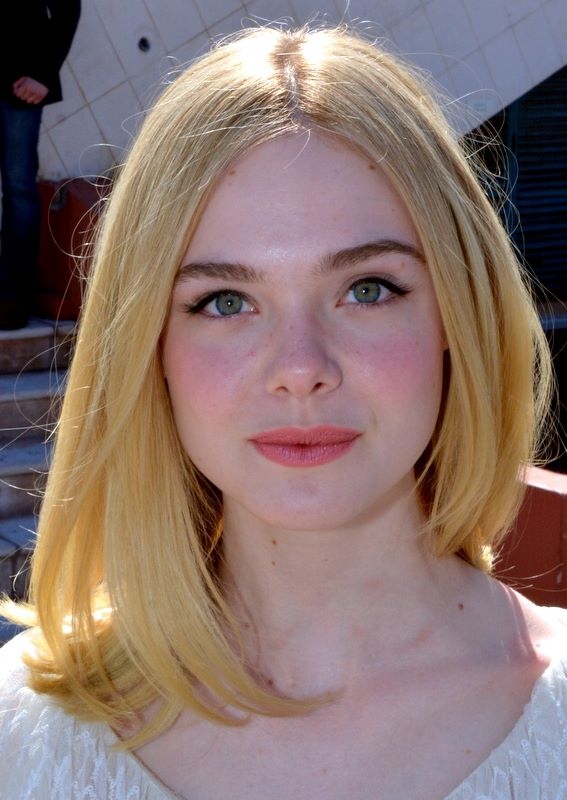
Fanning no Cannes Festival em 2016.

Em 2015, Fanning coestrelou com Trumbo, de Jay Roach, como Nikola, filha de Dalton Trumbo (Bryan Cranston), e estrelou 3 Generations, ao lado de Naomi Watts e Susan Sarandon, fazendo o papel de um garoto transexual adolescente.Em 2016, ela apareceu como Jesse no thriller psicológico The Neon Demon, dirigido por Nicolas Winding Refn. O filme teve a sua estreia mundial no Festival de Cannes em maio de 2016. Ele foi lançado em 24 de junho de 2016, e fez mal nas bilheterias. Nesse mesmo ano, ela apareceu em 20th Century Women, de Mike Mills, contracenando com Greta Gerwig e Annette Bening. O filme teve sua estreia mundial no New York Film Festival em 8 de outubro de 2016,  e começou um lançamento limitado em 28 de dezembro de 2016. Ela então co-estrelou no drama da época da Prohibition de Ben Affleck, Live by Night, que foi lançado em 25 de dezembro de 2016.
Em 2017, Fanning apareceu no longa-metragem de Shawn Christensen, The Vanishing of Sidney Hall, que estreou no dia 25 de janeiro no Sundance Film Festival. No mesmo ano, Fanning também apareceu no seriado de ficção científica britânico-americano de John Cameron Mitchell, How to Talk to Girls at Parties (baseado no conto de Neil Gaiman), em The Beguiled, de Sofia Coppola, no romance irlandês-americano. o filme Mary Shelley, dirigido por Haifaa al-Mansour, e o videoclipe do single "Good Morning", de Grouplove.
Em 2019, começou a promover dois novos filmes "Teen Spirit" de Max Minghella, e "A Rainy Day in New York" de Woody Allen. No mesmo ano, foi escolhida para fazer parte do júri do Festival de Cannes. Em 2020, Fanning estrelou All the Bright Places, ao lado de Justice Smith, dirigido por Brett Haley, baseado no romance homônimo de Jennifer Niven,e The Roads Not Taken, dirigido por Sally Potter, ao lado de Javier Bardem e Salma Hayek. Nesse mesmo ano, Fanning estrelou e foi produtor executivo da série de comédia histórica The Great, estrelando como Catarina, a Grande, ao lado de Nicholas Hoult. A série estreou no Hulu em maio de 2020.Fanning foi aclamada pela crítica pelo papel e foi indicada ao Globo de Ouro 2021 de Melhor Atriz - Série de Televisão Musical ou Comédia.Seu desempenho também lhe rendeu sua primeira indicação ao Primetime Emmy Award de Melhor Atriz em Série de Comédia.
Ela estrelou a minissérie do Hulu de 2022, The Girl from Plainville, interpretando Michelle Carter,baseado na morte de Conrad Roy.Fanning será a próxima estrela em The Nightingale, baseado no romance de mesmo nome ao lado de sua irmã Dakota, reunindo-a com Laurent.Mais recentemente, Elle e Dakota iniciaram a Lewellen Pictures com um contrato inicial na MRC.

## Filmografia

### Cinema
| Ano  | Título                              | Papel                          | Nota                                                                               |
| ---- | ----------------------------------- | ------------------------------ | ---------------------------------------------------------------------------------- |
| 2001 | I Am Sam                            | Lucy Diamond Dawson aos 2 anos | Seu papel era a versão mais nova de Lucy, interpretada por sua irmã Dakota Fanning |
| 2003 | Daddy Day Care                      | Jamie                          |                                                                                    |
| 2004 | The Door in the Floor               | Ruth Cole                      |                                                                                    |
| 2005 | Because of Winn-Dixie               | Sweetie Pie Thomas             |                                                                                    |
| 2006 | Déjà Vu                             | Abbey                          |                                                                                    |
| 2006 | Babel                               | Debbie Jones                   |                                                                                    |
| 2006 | I Want Someone to Eat Cheese With   | Penelope                       |                                                                                    |
| 2007 | The Nines                           | Noelle                         |                                                                                    |
| 2007 | Reservation Road                    | Emma                           |                                                                                    |
| 2008 | The Curious Case of Benjamin Button | Daisy aos 7 anos               |                                                                                    |
| 2008 | Phoebe in Wonderland                | Phoebe Lichten                 |                                                                                    |
| 2010 | The Nutcracker in 3D                | Mary                           |                                                                                    |
| 2010 | Somewhere                           | Cleo                           |                                                                                    |
| 2011 | Super 8                             | Alice Dainard                  |                                                                                    |
| 2011 | Twixt                               | V                              |                                                                                    |
| 2011 | We Bought a Zoo                     | Lily Miska                     |                                                                                    |
| 2011 | Vivaldi                             | Cristina                       |                                                                                    |
| 2012 | Ginger & Rosa                       | Ginger                         | Melhor amiga de Rosa                                                               |
| 2014 | Maleficent                          | Princesa Aurora                | Elenco principal                                                                   |
| 2014 | Low Down                            | Amy Albany                     |                                                                                    |
| 2014 | Young Ones                          | Mary Holms                     |                                                                                    |
| 2015 | Trumbo                              | Nikola Trumbo                  |                                                                                    |
| 2015 | 3 Generations                       | Ray                            | Elenco principal                                                                   |
| 2016 | The Neon Demon                      | Jesse                          |                                                                                    |
| 2016 | 20th Century Women                  | Julie Hamlin                   |                                                                                    |
| 2016 | Live by Night                       | Loretta Figgis                 |                                                                                    |
| 2017 | The Vanishing of Sidney Hall        | Melody Jameson                 |                                                                                    |
| 2017 | How to Talk to Girls at Parties     | Zan                            |                                                                                    |
| 2017 | The Beguiled                        | Alciia                         |                                                                                    |
| 2017 | Mary Shelley                        | Mary Shelley                   |                                                                                    |
| 2018 | I Think We're Alone Now             | Grace                          |                                                                                    |
| 2018 | Galveston                           | Raquel Arceneaux               |                                                                                    |
| 2018 | Teen Spirit                         | Violet                         |                                                                                    |
| 2019 | A Rainy Day in New York             | Ashleigh Enright               |                                                                                    |
| 2019 | Maleficent: Mistress of Evil        | Princesa Aurora                | Elenco principal                                                                   |
| 2020 | The Roads Not Taken                 | Molly                          |                                                                                    |
| 2020 | All the Bright Places               | Violet Markey                  | Também produtora                                                                   |
| 2024 | A Complete Unknown                  | Sylvie Russo                   |                                                                                    |
| 2025 | Predator: Badlands                  | TBA                            | Pós-produção                                                                       |
| TBA  | Sentimental Value                   | TBA                            | Pós-produção                                                                       |
| TBA  | Rosebush Pruning                    | TBA                            | Pós-produção                                                                       |

### Curta-metragem
| Ano  | Título                        | Papel           |
| ---- | ----------------------------- | --------------- |
| 2005 | P.N.O.K.                      | Rebecca Bullard |
| 2007 | Day 73 with Sarah             | Sarah           |
| 2011 | The Curve of Forgotten Things | Garota          |
| 2012 | Leaning Toward Solace         | Sara            |
| 2014 | Likeness                      | Mia             |

### Dublagem
| Ano  | Título             | Papel                                 | Nota                                     |
| ---- | ------------------ | ------------------------------------- | ---------------------------------------- |
| 2005 | My Neighbor Totoro | Mei Kusakabe                          | Na versão inglesa                        |
| 2009 | Astro Boy          | Grace                                 |                                          |
| 2014 | The Boxtrolls      | Winnie                                |                                          |
| 2016 | A Bailarina        | Félicie Le Bras                       |                                          |
| 2021 | Robot Chicken      | Sarah, Amiga de Logan, Esposa do Nerd | Episódio: “May Cause the Need for Speed” |

### Televisão
| Ano       | Título                             | Papel                            | Nota                                                                       |
| --------- | ---------------------------------- | -------------------------------- | -------------------------------------------------------------------------- |
| 2002      | Taken                              | Allie Keys (aos 3 anos)          | Episódio: "Charlie e Lisa"                                                 |
| 2003      | Judging Amy                        | Rochelle Cobbs                   | Episódio: "Maxine, Interrupted"                                            |
| 2003      | CSI: Miami                         | Molly Walker                     | Episódio: "Death Grip"                                                     |
| 2004      | CSI: NY                            | Jenny Como                       | Episódio: "Officer Blue"                                                   |
| 2006      | House MD                           | Stella Dalton                    | Episódio: "Need to Know (2x11)"                                            |
| 2006      | Law & Order: Special Victims Unit  | Eden                             | Episódio: "Cage"                                                           |
| 2006      | The Lost Room                      | Anna Miller                      | 3 episódios; minissérie                                                    |
| 2006–2007 | Criminal Minds                     | Tracy Belle                      | Episódios: "The Boogeyman" e "No Way Out, Part II: The Evilution of Frank" |
| 2007      | Dirty Sexy Money                   | Kiki George                      | Episódio: "Piloto"                                                         |
| 2011      | Kickin It                          | Rue                              | Episódio: "Kickin' it with Rue"                                            |
| 2014      | HitRecord on TV                    | Filha                            | Episódio: "RE: The Number One”                                             |
| 2020      | The Disney Family Singalong        | Ela mesma                        | Especial de televisão                                                      |
| 2020–2023 | The Great                          | Imperatriz Catarina II da Rússia | Papel principal; 30 episódios e também produtora executiva                 |
| 2022      | The Girl from Plainville           | Michelle Carter                  | Papel principal; também produtora executiva                                |
| 2024      | Mastermind: To Think Like a Killer | —                                | Produtora executiva                                                        |

### Teatro
| Ank  | Título      | Papel        | Roteirista             | Avenida                 | Ref.   |
| ---- | ----------- | ------------ | ---------------------- | ----------------------- | ------ |
| 2023 | Appropriate | River Rayner | Branden Jacobs-Jenkins | Hayes Theater, Broadway | [ 40 ] |

### Video games
| Ano  | Título                          | Papel    | Notas            | Ref.                 |
| ---- | ------------------------------- | -------- | ---------------- | -------------------- |
| 2025 | Death Stranding 2: On The Beach | Tomorrow | Voz e semelhança | [ 41 ] [ 42 ] [ 43 ] |

### Videoclipes
| Ano  | Título         | Artista(s) | Papel | Notas | Ref.          |
| ---- | -------------- | ---------- | ----- | ----- | ------------- |
| 2016 | "Good Morning" | Grouplove  |       |       | [ 44 ] [ 45 ] |

## Prêmios e indicações
| Ano  | Papel                | Prêmio                                           | Categoria                                                                                                | Resultado |
| ---- | -------------------- | ------------------------------------------------ | --- | --------- |
| 2004 | Daddy Day Care       | Young Artist Award                               | Melhor Elenco Jovem em um Longa-Metragem                                                                 | Indicado  |
| 2007 | The Lost Room        | Young Artist Award                               | Melhor Performance em um filme de TV, Minissérie ou Especial (Comédia ou Drama): Atriz Coadjuvante Jovem | Indicado  |
| 2007 | Babel                | Young Artist Award                               | Melhor Performance em um Longa-Metragem: Jovem Atriz                                                     | Indicado  |
| 2011 | Somewhere            | Broadcast Film Critics Association Award         | Melhor Jovem Ator / Atriz                                                                                | Indicado  |
| 2011 | Somewhere            | Young Hollywood Award                            | Atriz do Ano                                                                                             | Venceu    |
| 2011 | The Nutcracker in 3D | Young Artist Award                               | Melhor Performance em um Longa-Metragem                                                                  | Indicado  |
| 2011 | Super 8              | Hollywood Film Festival                          | Prêmio Spotlight                                                                                         | Venceu    |
| 2011 | Super 8              | Satellite Award                                  | Melhor Atriz Coadjuvante                                                                                 | Indicado  |
| 2011 | Super 8              | Scream Award                                     | Desempenho Breakout: Feminino                                                                            | Indicado  |
| 2011 | Super 8              | Teen Choice Award                                | Atriz escolha do filme: Sci-Fi/Fantasia                                                                  | Indicado  |
| 2011 | Super 8              | Teen Choice Award                                | A escolha do filme Química                                                                               | Indicado  |
| 2011 | Super 8              | Phoenix Film Critics Society                     | Melhor Atuação em Conjunto                                                                               | Venceu    |
| 2011 | Super 8              | Phoenix Film Critics Society                     | Melhor desempenho com a Camera                                                                           | Indicado  |
| 2011 | Super 8              | Phoenix Film Critics Society                     | Melhor Performance de uma juventude em um chumbo ou coadjuvante: Feminino                                | Indicado  |
| 2012 | Super 8              | Broadcast Film Critics Association Award         | Melhor Atriz Jovem                                                                                       | Indicado  |
| 2012 | Super 8              | Young Artist Award                               | Melhor Performance em um Longa-Metragem - Liderando Atriz Jovem                                          | Indicado  |
| 2012 | Super 8              | Young Artist Award                               | Melhor Performance em um Longa-Metragem - elenco jovem                                                   | Indicado  |
| 2012 | Super 8              | MTV Movie Award                                  | Melhor Performance Breakthrough                                                                          | Indicado  |
| 2012 | Ginger & Rosa        | British Independent Film Award                   | Melhor Performance de uma Atriz em um filme independente britânico                                       | Indicado  |
| 2013 | Ginger & Rosa        | Broadcast Film Critics Association Award         | Melhor Atriz Jovem                                                                                       | Indicado  |
| 2013 | Ginger & Rosa        | Critics Choice Awards                            | Melhor Atriz Jovem                                                                                       | Indicado  |
| 2013 | Ginger & Rosa        | Festival de Valladolid                           | Melhor Atriz                                                                                             | Venceu    |
| 2013 | Ginger & Rosa        | Festival de Santa Bárbara                        | Melhor Atriz                                                                                             | Venceu    |
| 2014 | Low Down             | Festival Internacional de Cinema de Karlovy Vary | Melhor Atriz                                                                                             | Venceu    |